# Poliaspis media
Poliaspis media är en insektsart som beskrevs av William Miles Maskell 1880. Poliaspis media ingår i släktet Poliaspis och familjen pansarsköldlöss. Inga underarter finns listade i Catalogue of Life.